# TLX2
TLX2 (англ. T-cell leukemia homeobox 2) – білок, який кодується однойменним геном, розташованим у людей на короткому плечі 2-ї хромосоми.  Довжина поліпептидного ланцюга білка становить 284 амінокислот, а молекулярна маса — 30 251.
| 10         |  | 20         |  | 30         |  | 40         |  | 50         |
| ---------- |  | ---------- |  | ---------- |  | ---------- |  | ---------- |
| MEPGMLGPHN |  | LPHHEPISFG |  | IDQILSGPET |  | PGGGLGLGRG |  | GQGHGENGAF |
| SGGYHGASGY |  | GPAGSLAPLP |  | GSSGVGPGGV |  | IRVPAHRPLP |  | VPPPAGGAPA |
| VPGPSGLGGA |  | GGLAGLTFPW |  | MDSGRRFAKD |  | RLTAALSPFS |  | GTRRIGHPYQ |
| NRTPPKRKKP |  | RTSFSRSQVL |  | ELERRFLRQK |  | YLASAERAAL |  | AKALRMTDAQ |
| VKTWFQNRRT |  | KWRRQTAEER |  | EAERHRAGRL |  | LLHLQQDALP |  | RPLRPPLPPD |
| PLCLHNSSLF |  | ALQNLQPWAE |  | DNKVASVSGL |  | ASVV       |  |            |

A: Аланін

C: Цистеїн

D: Аспарагінова кислота

E: Глутамінова кислота

F: Фенілаланін

G: Гліцин

H: Гістидин

I: Ізолейцин

K: Лізин

L: Лейцин

M: Метіонін

N: Аспарагін

P: Пролін

Q: Глутамін

R: Аргінін

S: Серин

T: Треонін

V: Валін

W: Триптофан

Кодований геном білок за функціями належить до активаторів, білків розвитку. 
Задіяний у таких біологічних процесах як транскрипція, регуляція транскрипції. 
Білок має сайт для зв'язування з ДНК. 
Локалізований у ядрі.